# Rydsgölen
Rydsgölen är en sjö i Tranås kommun i Småland och ingår i Motala ströms huvudavrinningsområde.